# کانال جامائیکا
کانال جامائیکا (به انگلیسی: Jamaica Channel) یک تنگه است که جزایر جامائیکا و هیسپانیولا را در دریای کارائیب از هم جدا می‌سازد. همراه با آبراهه بادگیر در شمال آن به دلیل قرار گرفتن در حدود ۱٬۰۰۰ کیلومتری (۶۲۰ مایلی) شمال شرقی کانال پاناما، این یک خط اصلی از راه‌های دریایی است که از طریق آن کشتی‌هایی از ساحل دریای شرقی ایالات متحده آمریکا و کانادا و همچنین از اروپا با مقصد اقیانوس آرام از آن عبور می‌کنند. این تنگه در حدود ۱۹۰ کیلومتر (۱۲۰ مایل) عرض و ۱٫۲۰۰ متر (۳ هزار و ۹۰۰ فوت) عمق دارد.